# Aria – The Opera Album
Aria: The Opera Album − czwarty studyjny album włoskiego śpiewaka Andrei Bocellego.
Krążek był platynową płytą w Stanach Zjednoczonych, Kanadzie i Holandii, złotą płytą w Niemczech, Francji, Polsce, Belgii, Austrii i Szwajcarii.

## Lista utworów
| 1.  | "Questa o quella"                                         | 1:45  |
|     | - Giuseppe Verdi, Rigoletto – muzyka                      |       |
| 2.  | "Che gelida manina"                                       | 4:18  |
|     | - Giacomo Puccini, Cyganeria – muzyka                     |       |
| 3.  | "Recondita armonia"                                       | 2:55  |
|     | - Giacomo Puccini, Tosca – muzyka                         |       |
| 4.  | "E lucevan le stelle"                                     | 2:51  |
|     | - Giacomo Puccini, Tosca – muzyka                         |       |
| 5.  | "Addio, fiorito asil"                                     | 1:50  |
|     | - Giacomo Puccini, Madame Butterfly – muzyka              |       |
| 6.  | "Come un bel dì di maggio"                                | 3:16  |
|     | - Umberto Giordano, Andrea Chénier – muzyka               |       |
| 7.  | "A te, o cara"                                            | 3:04  |
|     | - Vincenzo Bellini, Purytanie – muzyka                    |       |
| 8.  | "Di rigori armato il seno"                                | 2:07  |
|     | - Richard Strauss, Kawaler srebrnej róży – muzyka         |       |
| 9.  | "Amor ti vieta"                                           | 1:47  |
|     | - Umberto Giordano, Fedora – muzyka                       |       |
| 10. | "Ch'ella mì creda libero"                                 | 2:39  |
|     | - Giacomo Puccini, Dziewczyna ze Złotego Zachodu – muzyka |       |
| 11. | "Cielo e mar!"                                            | 4:33  |
|     | - Amilcare Ponchielli, Gioconda – muzyka                  |       |
| 12. | "La dolcissima effigie"                                   | 2:11  |
|     | - Francesco Cilea, Adriana Lecouvreur – muzyka            |       |
| 13. | "'Musetta! Testa adorata"                                 | 3:03  |
|     | - Ruggiero Leoncavallo, La bohème – muzyka                |       |
| 14. | "Tombe degli avi miei – Fra poco a me ricovero"           | 6:51  |
|     | - Gaetano Donizetti, Łucja z Lammermooru – muzyka         |       |
| 15. | "Pourquoi me réveiller"                                   | 3:05  |
|     | - Jules Massenet, Werther – muzyka                        |       |
| 16. | "La fleur que tu m'avais jetée"                           | 4:17  |
|     | - Georges Bizet, Carmen – muzyka                          |       |
| 17. | "Pour mon âme"                                            | 2:13  |
|     | - Gaetano Donizetti, Córka pułku – muzyka                 |       |
|     |                                                           | 52:45 |
|     |                                                           |       |